# روبرتا هيلمر
روبرتا هيلمر (بالإنجليزية: Roberta Helmer) (19 يوليو 1950، دايتون في الولايات المتحدة - 21 مايو 2018، باكيي في الولايات المتحدة)؛ كاتِبة وروائية أمريكية.